# Jan Samuel Korsak
Jan Samuel Korsak herbu Lis odmienny – sędzia ziemski nowogródzki w 1670 roku, podsędek nowogródzki w 1658 roku.
Syn Marcina i Aleksandry Czarkowskiej. Żonaty z Eleonorą Kiersnowską, miał córkę Zofię i synów: Jana, Samuela, Stanisława Jerzego, Adama Michała i Aleksandra.
Poseł sejmiku nowogródzkiego na sejm 1665 roku, pierwszy sejm 1666 roku. Poseł na sejm koronacyjny 1676 roku.